# 28-й окремий батальйон зв'язку (Україна)
28-й гвардійський окремий батальйон зв'язку (28 ОБЗ, в/ч А-0273) — підрозділ розформованої 22-ї окремої механізованої бригади.

## Історія частини
У липні 1941 року у складі 293-ї стрілецької дивізії (I формування) в місті Суми був сформований 571-й окремий батальйон зв'язку (командир батальйону — майор Грушко). Разом з іншими частинами дивізії батальйон боровся з німецькими загарбниками, забезпечував зв'язок до 5 серпня 1941 року, коли, передавши особовий склад і техніку в 76-у стрілецьку дивізію, командний склад батальйону вибув до Бузулуку, де частина була знов сформована вже як 243-тя окрема рота зв'язку. 13 серпня 1942 року на укомплектування роти прибули курсанти з Ленінградського, Сталинградского та Уфімського піхотних училищ. 15 жовтня рота була відправлена у складі дивізії на Сталінградський фронт, де брала участь в наступі, оточенні і знищенні угруповання німців. За успішне виконання завдань 243-тя окрема рота зв'язку 7 лютого 1943 року була переформована в 94-ту окрему гвардійську роту зв'язку. Згодом бойова діяльність роти нерозривно була пов'язана з бойовим шляхом дивізії. 2 січня 1945 року рота була переформована в 179-й окремий гвардійський батальйон зв'язку. Війну а батальйон закінчив в Австрії. 10 червня 1945 року батальйон у складі дивізії здійснив марш з міста Кечкемет (Угорщина) до міста Гайсин Вінницької області, де дислокувався до 26 травня 1946 року, після чого був передислокований до міста Чернівці. 15 червня 1957 року батальйон був переформовании в 358-му окрему гвардійську роту зв'язку 66-ї гвардійської механізованої Полтавсько-Буковинської ордена Червоного Прапора дивізії. А 1 жовтня 1960 року, після перетворення дивізії в навчальну, рота знову була переформована в 179-й окремий гвардійський навчальний батальйон зв'язку. 1 вересня 1992 року батальйон був розформований, а на його базі сформували 28-й окремий батальйон зв'язку 66-і механізованої дивізії (з 2000 року — у складі 22-ї окремої механізованої бригади). У 2003 році батальйон був розформований.

## Командири батальйону з 1992 по 2003 рр
_____ 
- з 199? по 2003 рр. — підполковник Нещеретний Володимир Васильович

## Цікаві факти
- Батальйон дислокувався в старих казармах часів Австро-Угорської імперії (з 1894 р. знаходився 14-й гусарський полк (Австро-Угорщина). З 1879 по 1908 рр. командиром полку був Еміль фон Варґа[1])
- З 1985 по 1987 рр в батальйоні (179-й окремий гвардійський навчальний батальйон зв'язку) проходив військову службу російський актор — Гоша Куценко.